# 페르디난도 1세 데 메디치
페르디난도 1세(Ferdinando I de' Medici, 1549년 7월 30일 ~ 1609년 2월 3일)는 토스카나의 대공이다. 코시모 1세와 톨레도의 엘레오노라의 아들로, 본래는 가톨릭 교회의 추기경이었으나 1587년 형 프란체스코 1세의 급사로 그의 뒤를 이어 대공의 자리에 올랐다. 앙리 2세의 손녀이자 로렌 공작 샤를 3세의 딸 로렌의 크리스티나와 결혼해 아홉 명의 자녀를 두었다. 그는 메디치 가문과 토스카나 대공국의 마지막 부흥기를 장식한 군주로, 그의 아들 코시모 2세 대에 이르러 대공국은 쇠퇴의 일로를 걷기 시작했다.

## 자녀
- 코시모 2세(1590~1621) 토스카나 대공
- 엘레오노라(1591~1617)
- 카테리나(1593~1629) 만토바 공작 부인
- 프란체스코(1594~1614)
- 카를로(1595~1666) 추기경
- 필리피노(1598~1602)
- 로렌초(1599~1648)
- 마리아 막달레나(1600~1633)
- 클라우디아(1604~1648) 오스트리아 대공비

| 전임 프란체스코 1세 | 토스카나 대공 1587년 - 1609년 | 후임 코시모 2세 |